# New Flat
New Flat é o terceiro álbum de estúdio da banda holandesa, The Nits.
Mais uma vez, eles combinam a tradição britânica com um som próprio, com espaço para new wave, o pop dos anos sessenta e música experimental. As letras das músicas parecem mostrar influências de poesia concreta, assim como no álbum Tent. 
Embora New Flat não tenha vendido bem na Holanda, principalmente pela falta de um único hit, o registro se tornou relativamente bem sucedido na França. 

## Faixas
1. New Flat – 2:45
2. Holiday on Ice – 3:00
3. Saragossa – 2:29
4. Office at Night – 3:07
5. Uncle on Mars – 3:52
6. Statue – 3:18
7. His First Object – 2:21
8. Different Kitchen – 3:35
9. Safety in Numbers – 3:12
10. Bobby Solo – 2:09
11. Zebra – 2:09
12. Rubber Gloves – 2:34
13. Bite Better Bark – 2:59
14. Aloha Drums – 3:06